# Allopachria hajeki
Allopachria hajeki är en skalbaggsart som beskrevs av Wewalka 2010. Allopachria hajeki ingår i släktet Allopachria och familjen dykare. Inga underarter finns listade i Catalogue of Life.